# Nordostlandet
Nordostlandet (norska: Nordaustlandet) är den näst största ön i den norska ögruppen Svalbard i Norra ishavet. Ön har en yta på 14,467 km² och ligger nordost om Svalbards största ö Spetsbergen, som åtskiljs av Hinlopensundet. Nordostlandet är helt obebott.
Öns väst- och nordkust präglas främst av fjordar, men det finns också breda strandområden. En stor del av Nordostlandet täcks av glaciärer; Europas tredje största glaciär, Austfonna, täcker nästan hela den östliga delen och slutar vid kusten med en sammanhängande, 30 meter hög isvägg. Förutom Austfonna finns också Vestfonna och Sørfonna.
Sedan 1973 ingår Nordostlandet i Nordaust-Svalbard naturreservat, som också omfattar delar av nordöstra Spetsbergen, Vitön och Kong Karls land.
Under andra världskriget etablerade Tyskland den meteorologiska stationen Haudegen på norra Nordostlandet. Haudegen anses vara den bäst bevarade av alla tyska stationer från krigsperioden.

## Historia
Nordostlandet upptäcktes på 1600-talet av brittiska och nederländska valfångare som jagade vid Hinlopensundet sydväst om ön. En nederländsk karta från 1710 döpte den till Noord Ooster Land, som norrmännen senare översatte till Nordaustlandet efter att Spetsbergtraktaten undertecknandes 1920.
Under 1700-talet besöktes Svalbard av pomorska fångstmän från den ryska nordkusten. Fångstmännen etablerade bland annat baser på Nordostlandet. Stora, ortodoxa träkors upprättades ofta; delvis av religiösa skäl men också för att underlätta navigation. Det finns idag flera lämningar från dessa träkors; de flesta ligger på marken, men två stycken står fortfarande upp. Dessa finns på två små öar i Murchisonfjorden vid Nordostlandet. Vid denna fjord finns också tio byggnader från forskningsstationen Kinnvika bevarade. Stationen etablerades av en svensk-finsk-schweizisk expedition i samband med internationella geofysiska året 1957-1958.
Under andra världskriget etablerade tyskarna en väderstation intill Rijpfjorden i norra Nordostlandet. Denna kallades för Haudegen och är den bäst bevarade tyska stationen som anlades under andra världskriget. På grund av dess isolerade läge evakuerades stationen inte förrän i september 1945, nästan fyra månader efter Krigsmarinens officiella kapitulation i maj.

## Natur och klimat
Havsströmmarna öster om Nordostlandet är mycket kalla, vilket står i kontrast till de varmare strömmarna norr och väster om ön. Till följd av detta är nordkusten full av fågelklippor, det vill säga häckningsplatser för flera vanliga sjöfågelarter som stormfågel, vittrut, tretåig mås, alkekung, tobisgrissla och spetsbergsgrissla. Isbjörnar förekommer året runt på Nordostlandet. Övriga marina djur innefattar bland annat valross, val och säl.
Svalbardsrenen är endemisk för ögruppen Svalbard, men dess populationer på Nordostlandet är små jämfört med vid de centrala delarna av Spetsbergen och Edgeön. De finns främst på öns isfria slätter och populationen uppskattades vara 400 till 500 individer vid millenniumskiftet.
Två tredjedelar av Nordostlandets yta täcks av is och stora delar klassas som polaröken, men växtlivet är ändå förvånansvärt frodigt för att vara så långt norrut. Växtligheten trivs som bäst nära fågelklippor. De norra och centrala delarna av Nordostlandet är kyliga och växtligheten domineras av örten polarfryle, men i väster är temperaturerna en aning högre. Där är växterna bättre anpassade till värme och karaktäriseras istället av snöfryle.